# Yūki Kawata
Yūki Kawata (japanisch 河田悠希; * 16. Juni 1997) ist ein japanischer Bogenschütze.

## Karriere
Yūki Kawata vertrat Japan bei den 2021 ausgetragenen Olympischen Spielen 2020 in Tokio. Im Mannschaftswettbewerb folgte nach einem vierten Rang in der Platzierungsrunde ein Sieg gegen die US-amerikanische Mannschaft, ehe Kawata gemeinsam mit Takaharu Furukawa und Hiroki Mutō im Halbfinale der südkoreanischen Mannschaft mit 4:5 knapp unterlag. Beim entscheidenden letzten Schuss platzierte der Südkoreaner Kim Je-deok seinen Pfeil näher an der Zielmitte als Kawata. Mit ebenfalls 5:4 setzten sich die Japaner schließlich im Duell um den dritten Platz gegen die Niederlande durch, womit Kawata, Furukawa und Mutō die Bronzemedaille gewannen. Im Einzel beendete Kawata die Platzierungsrunde mit 661 Punkten zwar auf dem 22. Rang unter den 64 Startern, schied danach aber bereits in der ersten Runde aus.